# Lepidosaphes lasianthi
Lepidosaphes lasianthi är en insektsart som först beskrevs av Green 1900.  Lepidosaphes lasianthi ingår i släktet Lepidosaphes och familjen pansarsköldlöss. Inga underarter finns listade i Catalogue of Life.